# Център ПОИСК
Център „ПОИСК“ (на руски: Центр „ПОИСК“) е образователна и изследователска организация, основана в Санктпетербургския държавен университет през 2004 г.
Нейната главна цел е да насърчава учениците от средните училища и студентите да правят самостоятелни научни изследвания.
Център „ПОИСК“ съдейства на образователни програми за мотивиране на младежите да развиват интерес към физиката и другите естествени науки, колкото по-рано е възможно. Тази дейност включва тясно сътрудничество с водещи университети и средни училища в Русия и чужбина, съвместни семинари и лаборатории, постоянни международни научни конференции, езикови програми, а също и поощряване на изследователски състезания като Турнира за млади физици.
„Поиск“ в превод от руски означава „търсене“, но тук е съкращение от „Подпомагащ център за Олимпиади, Интелектуални Състезания и Конкурси“.